# Hilda Heine
Hilda C. Heine (sinh ngày 6 tháng 4 năm 1951) là một nhà giáo dục Marshall và chính trị gia, là Tổng thống thứ 8 của Quần đảo Marshall, người phụ nữ đầu tiên nắm giữ chức vụ này. Trước khi nhậm chức, bà từng là Bộ trưởng Bộ Giáo dục. Bà là cá nhân đầu tiên trên Quần đảo Marshall có bằng tiến sĩ, và người sáng lập của nhóm nữ quyền Phụ nữ Thống nhất lại Quần đảo Marshall (WUTMI). 
Heine học đại học tại Hoa Kỳ, nơi bà tốt nghiệp đại học tại Đại học Oregon vào năm 1970, bằng thạc sĩ tại Đại học Hawaii vào năm 1975, và bằng tiến sĩ giáo dục tại Đại học Nam
California vào năm 2004.